# Selenaria initia
Selenaria initia is een mosdiertjessoort uit de familie van de Selenariidae. De wetenschappelijke naam van de soort is voor het eerst geldig gepubliceerd in 1883 door Waters.